# Du Yuesheng
Du Yuesheng, conegut com a "Orelles grans", en xinès 杜月笙; en pinyin: Dùyuèshēng (1887 a Gaoqiao, localitat de Pudong - Hong Kong, 1951) fou un dels tres gàngsters més poderosos de la Xina. La seva banda, la famosa i temible "Banda Verda" tenia la seva base a la concessió francesa de Xangai, ciutat on va viure durant molts anys.
De ben jove va formar part de la Banda Verda on va demostrar la seva decisió i eficàcia arribant a ser el seu líder marginant al totpoderós Huang Jinrong que s'havia ficat en problemes arran d'un conflicte amb el fill d'una alt càrrec militar. Extorquia tothom que podia significar un obstacle. Va ser col·laborador de Chiang Kai-shek i va intervenir en la repressió brutal dels comunistes en aquesta ciutat (durant el "Terror Blanc" el 1927). Això va significar un increment important dels seus negocis (prostitució, tràfic de drogues, etc.), ja que el negoci de l'opi a la Xina estava ara a les seves mans. També va controlar bancs. Les seves relacions amb Chiang li va proporcionar respectabilitat i el seu domini superava l'àmbit de les Tríades. El seu poder i influència eren enormes.
Amb l'entrada dels japonesos a Xanghai va abandonar la ciutat i quan va tornar el 1945 les coses havien canviat : l'absència li havia fet perdre poder i els seus li retreien que els havia deixat sols davant dels invasors. Després de la victòria de Mao Zedong va fugir a Taiwan i més tard va anar a Hong Kong on va morir. Una de les seves esposes fou la célebre cantant d'Òpera xinesa Meng Xiaodong. Està enterrat a Taiwan.

## Filmografia
- Lord Of The East China Sea (dirigida per Poon Man-Kit) està basada en la seva vida.
- A la pel·lícula The Founding of a RepublicFeng Xiaogang va fer el paper de Du Yuesheng